# Vinohrady

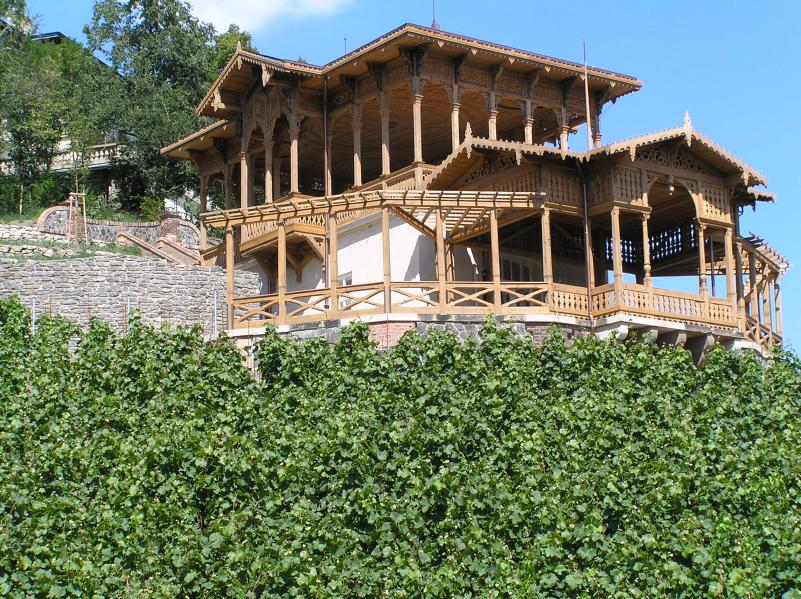
Le parc Havlíčkovy Sady

Vinohrady (littéralement « les vignobles ») est un quartier cadastral de Prague. Son nom vient du fait qu'au XIVe siècle, l'endroit était couvert de vignobles. Vinohrady se trouve dans les quartiers administratifs de Prague 2, Prague 3 et Prague 10.

## Histoire
Au XIXe siècle, Vinohrady est encore une ville indépendante à l'est de Prague.  En 1849, Hory Vinicne (« les monts vinicoles ») changent de nom pour devenir Vinohrady (« les vignobles »), à la suite de l'unification de tous les hameaux. En 1867, l'endroit est divisé en deux parties. La première deviendra le quartier Žižkov. Le second sera renommé en Kralovske vinohrady (« les vignobles royaux »). 
Un bureau de poste est ouvert en 1876 au nom de OBERE WEINBERGE bei PRAG - HORNI VINOHRADY u PRAHY. La ville est désignée chef-lieu du district de KÖNIGLICHE WEINBERGE - KRÁLOVSKÉ VINOHRADY, l'un des 94 Bezirkshauptmannschaften en Bohême (sans doute en 1882).
Elle obtient le statut officiel de "ville" en 1879.
À cette époque Vinhorady connaît de grandes constructions. La bourgeoisie aisée développe la ville et fait construire de grands immeubles dans le style art nouveau. L'ancien assemblage hétéroclite de hameaux et de demeures prend la forme d'une ville homogène. 
 En 1897, le tramway électrique est introduit à Vinohrady. Il reliait les stations Muzeum et Flora.
Vinohrady a toujours essayé de rester indépendante de Prague, mais en 1922, elle y fut rattachée, lors de la création de Velká Praha (la grande Prague). Réputée être un quartier bourgeois, l'endroit n'inspire donc pas la confiance sur le plan politique. Elle fut donc divisée par le régime communiste en 1949 en plusieurs arrondissements municipaux.
Le deuxième plus grand parc de Prague, Havlíčkovy Sady (littéralement « les vergers de Havlíček ») se situent à Vinohrady. Au parc Gröbovka, à côté de Havlíčkovy Sady, se trouve un vignoble qui est toujours exploité.
Conformément à son histoire, ce quartier reste bourgeois contrairement aux quartiers voisins Žižkov et Vršovice plutôt ouvriers.

## Transports
Ce quartier est principalement desservi par les lignes de métro A et C. Le métro avait été introduit dans les années 1978 - 1980.
 Il est également desservi par les lignes de tramway (4, 6, 10, 11, 16, 22 et 23). Les bus y sont peu présents avec les seules lignes 134 et 135.

## Édifices remarquables

### Sur la place de la paix
- L'église Sainte Ludmila (Kostel Sv. Ludmily) (1888-1893)

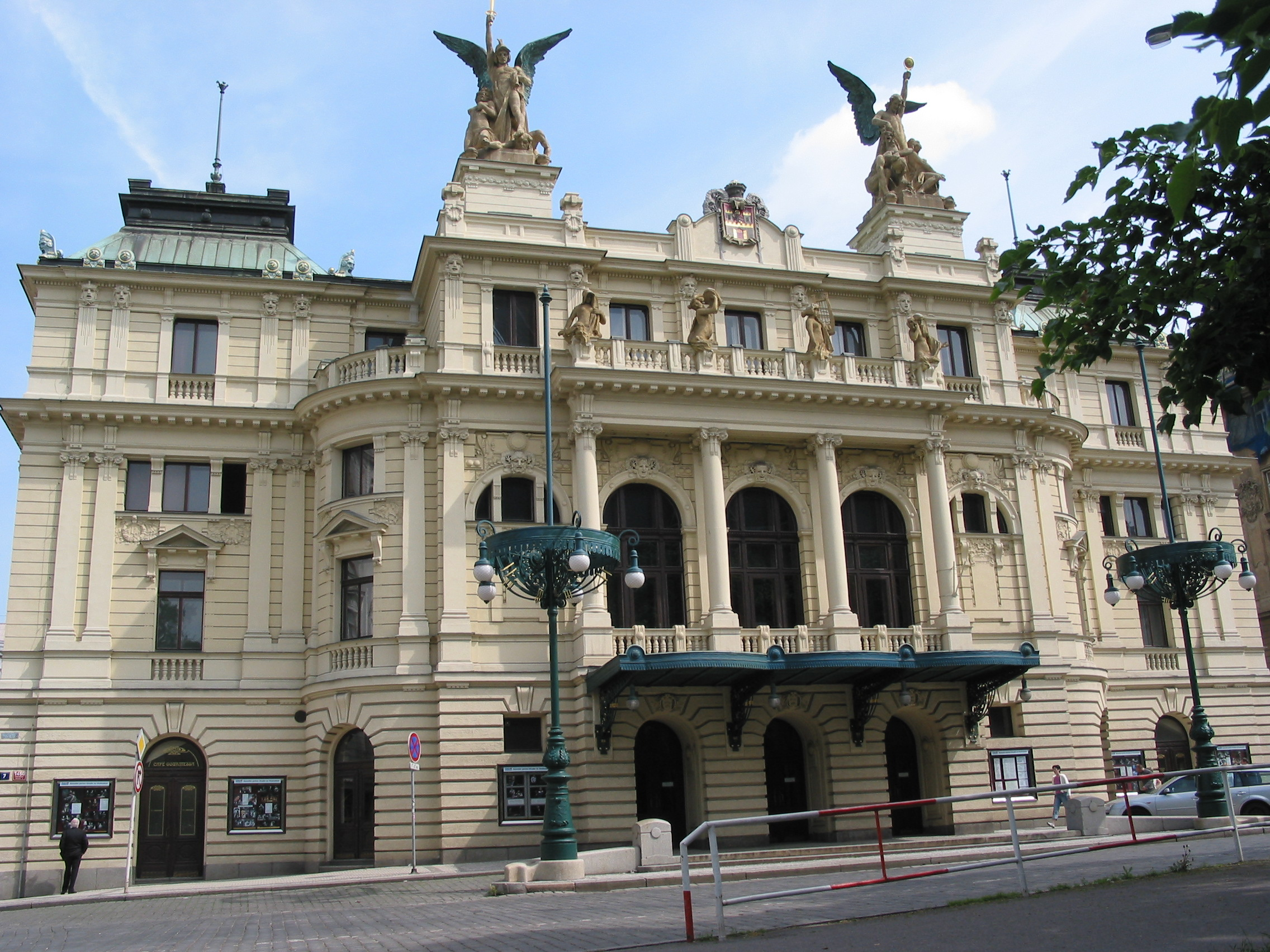
Le théâtre de Vinohrady.

- Le théâtre de Vinohrady (1905-1909) sur Náměstí Míru. Ce théâtre a été construit selon le plan du professeur Alois Čenský. Sur la façade principale sont disposées des statues de Milan Havlíček représentant « la vérité » et « le courage ». Le théâtre de Vinohrady est le second théâtre en pierre à avoir été construit après le Théâtre national.
- La Maison nationale de Vinohrady, construite en 1893-1894.

### À proximité de la place de la paix
- Le marché couvert de Vinohrady (Vinohradská tržnice) (1902), construit selon les plans de l'architecte Antonin Turek au début du XXe siècle. C'est aujourd'hui un centre commercial.
- La maison Schnirch (1875), Mikovcova 5. Cette maison de style néorenaissance, possède une remarquable façade dans le style italien. Elle est bâtie en 1875 selon les plans de Antonín Wiehl a Jan Zeyer. La statue de Mercure dans la fontaine de marbre du vestibule est une création de Bohuslav Schnirch.
- Derrière le théâtre de Vinohrady se trouvent quelques bâtiments fonctionnalistes, tels que :
  - la maison de l'Union tchèque de la protection contre l'incendie, construite en 1935, selon un projet de Kavalír.
  - La maison de la Formation à l'agriculture dessinée par Josef Gočár, entre 1924 et 1926.

### Autour de la placeJiřího z Poděbrad
La place Jiřího z Poděbrad est dédiée à Georges de Bohême.

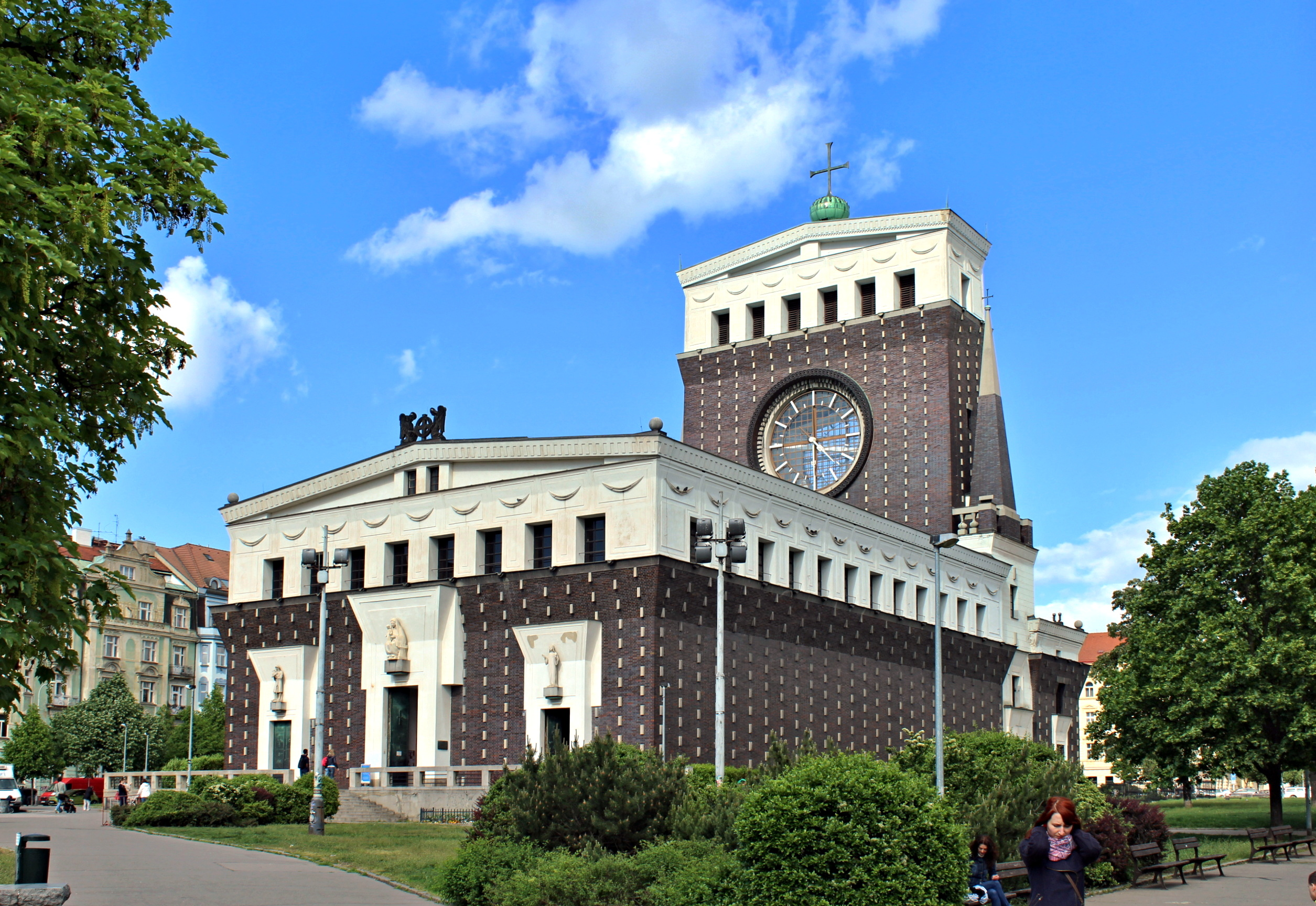
L'église du Sacré Cœur

- L'église du Sacré-Cœur-de-Jésus (Kostel Nejsvětějšího srdce Páně) construite entre 1928 et 1932 par Jože Plečnik
- Le cimetière de Vinohrady (Vinohradský hřbitov) (1885)

### Autour des jardins Bezruč (Bezručovy sady)
Ce parc est apparu en 1898. On y trouve :
- Le temple hussite (Husův sbor) (1932-1935 ) élevé par l'architecte Pavel Janák. Il possède un clocher de style constructiviste.
- Le Château d'eau de Vinohrady (Vinohradská vodárenská věž) (1891) a été aménagé pour contenir principalement des bureaux. Il est construit dans le style néorenaissance en 1891, par l'architecte Antonin Turek.
- La villa de l'architecte et sculpteur Ladislav Šaloun (1908-1909).
- La villa de l'architecte Kotěr (1908-1909). Elle est un manifeste de l'architecture fonctionnaliste tchèque.

### Autour deHavlíčkovy Sady
- La villa Grebovka
- La maison de famille de Jan Masaryk.
- La chapelle de la Sainte Famille (Kaple Sv. rodiny) (1755)

### Autour des jardins Rieger

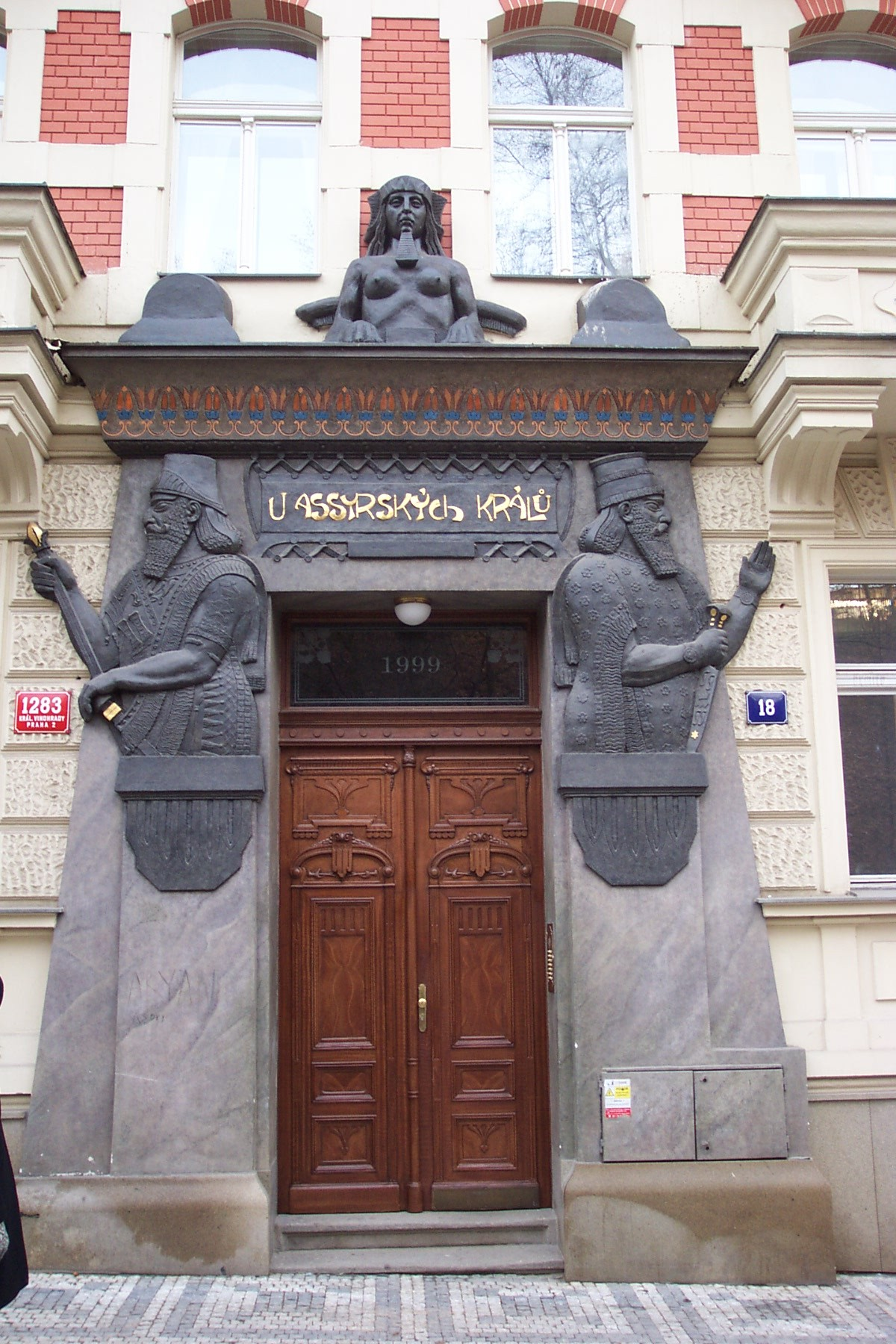
Façade art nouveau, inscription « U assyrských králů »

- Dans les jardins Rieger se trouve le massif bâtiment : Vinohradská Sokolovna

Les jardins Rieger sont bordés par les rues Polská et Chopinova. Celles-ci contiennent de nombreux bâtiments dignes d'intérêt. On remarque :
- - la demeure U Assyrských králů (« Chez les rois assyriens »). Cette maison de style renaissance, construite en 1904, est une des plus anciennes de la rue Polská. Sa façade Art Nouveau se distingue par deux grands rois Assyriens entourant le portail ;
  - l'architecte Jan Kotěra possédait sa maison dans la rue Chopinova. Cette maison moderne dite Laichter est un exemple de l'architecture fonctionnaliste. Elle se distingue par son aspect utilitaire des autres maisons de type Art Nouveau.